# Rolf Lauer
Rolf Lauer (ur. 11 września 1931 w Bildstock, zm. 25 maja 1986 w Völklingen) – niemiecki gimnastyk, zawodnik reprezentacji z Protektoratu Saary, uczestnik LIO 1952.
Na igrzyskach startował w sześciu konkurencjach gimnastycznych: w ćwiczeniach wolnych (144. miejsce), w skoku przez konia (161. miejsce), w ćwiczeniach na poręczach (157. miejsce), w ćwiczeniach na drążku (143. miejsce), w ćwiczeniach na kółkach (165. miejsce) i na ćwiczeniach na koniu z łękami (137. miejsce). W łącznej klasyfikacji wielobojowej został sklasyfikowany na 150. miejscu, a drużynowo zajął 22. miejsce.